# Яншаньский карьер

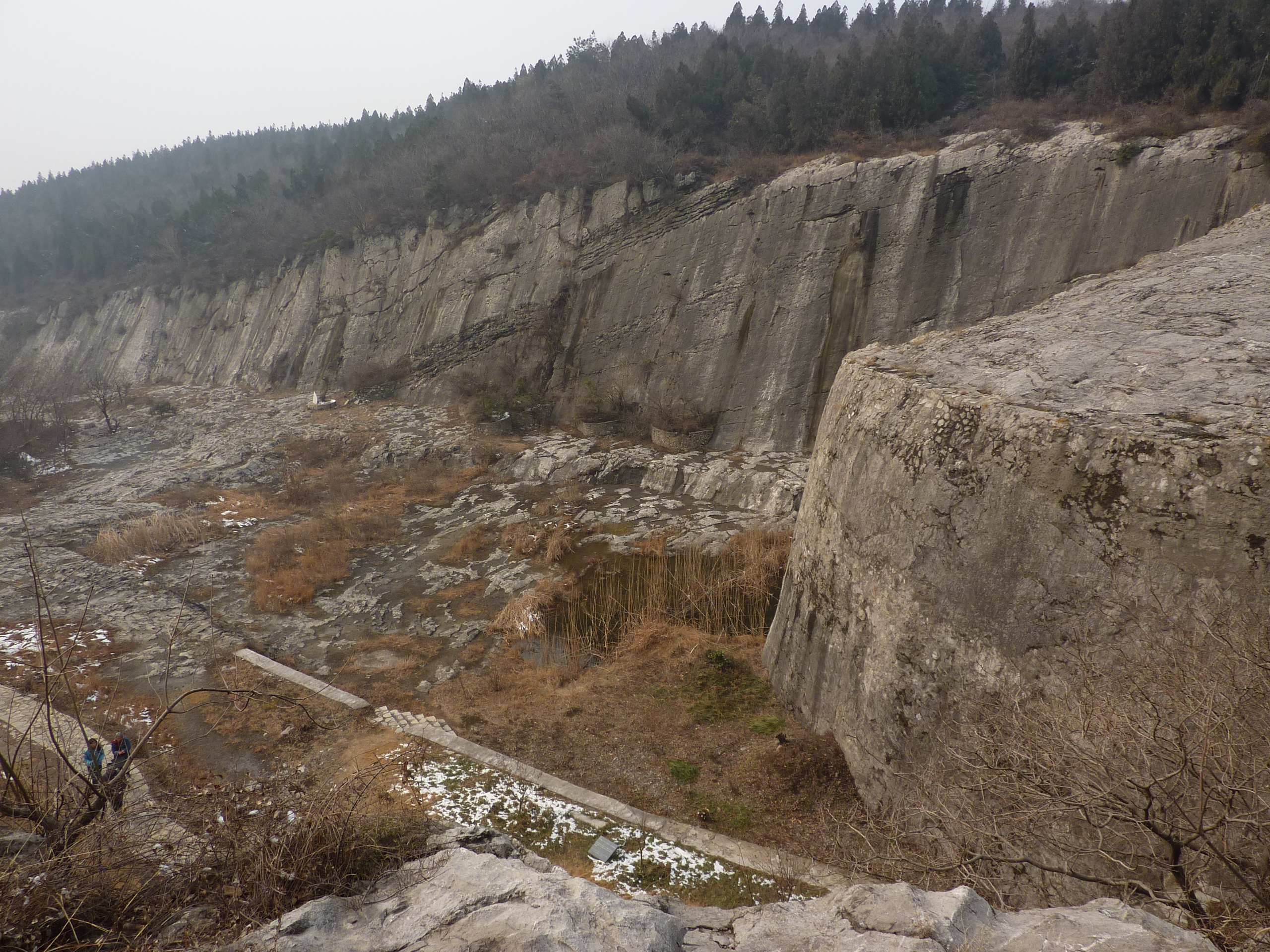
Яншаньский карьер

Янша́ньский карье́р (кит. 阳山碑材, пиньинь Yángshān bēi cái, буквально — «яншаньский материал стел») — древний каменный карьер, расположенный вблизи города Нанкин, Китай. Использовался на протяжении многих веков в качестве источника камня для зданий и памятников Нанкина. В настоящее время является памятником истории. Карьер прославился наличием гигантской незавершённой стелы, вырубка которой была прекращена во времена правления императора Юнлэ в начале XV века. В сравнении с другими строительными проектами Юнлэ, такими как Флот Чжэн Хэ и Запретный город, стела была одним из наиболее амбициозных и захватывающих проектов.

## Местоположение

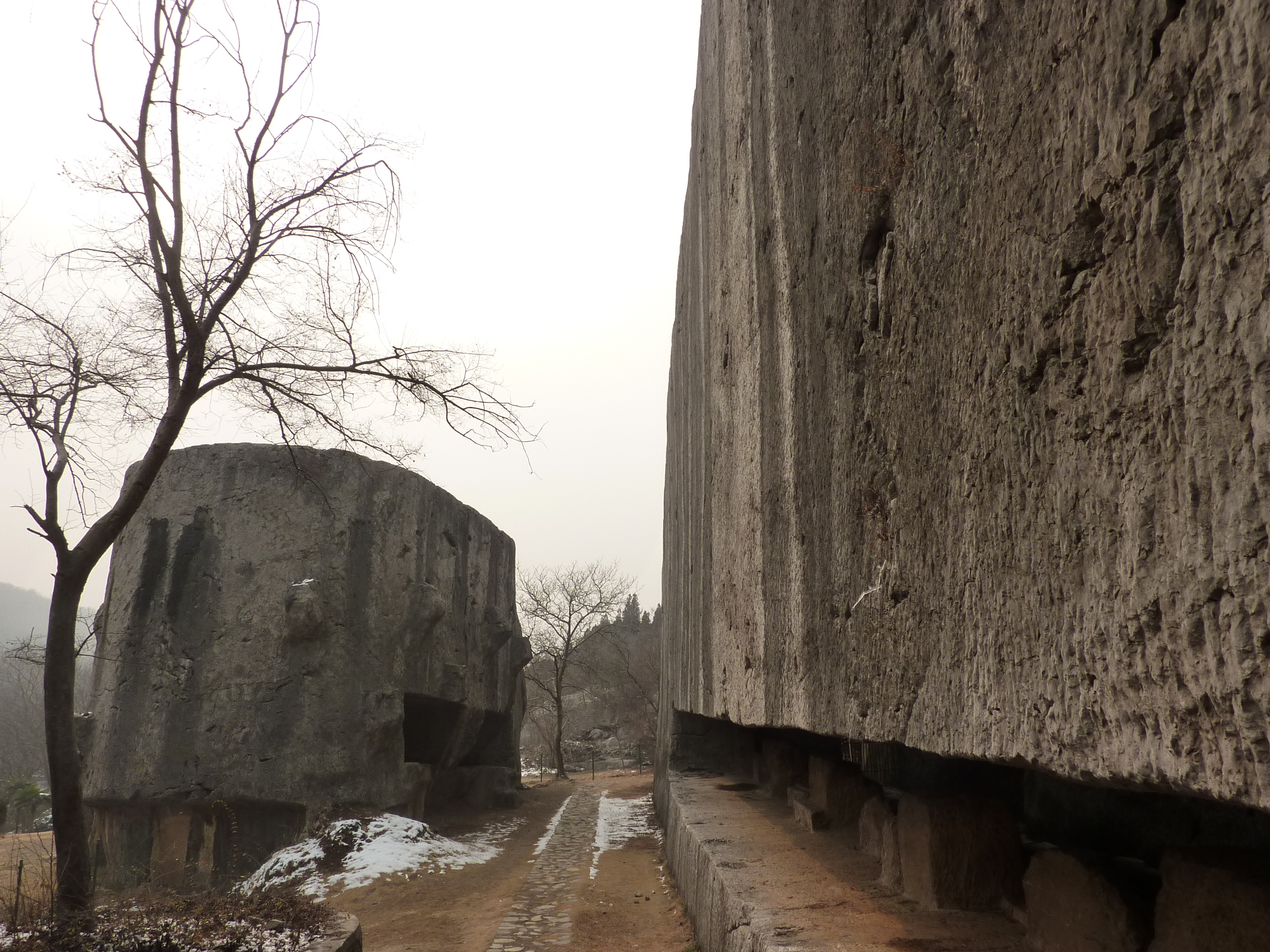
Справа «Тело стелы», слева «Головная часть стелы».

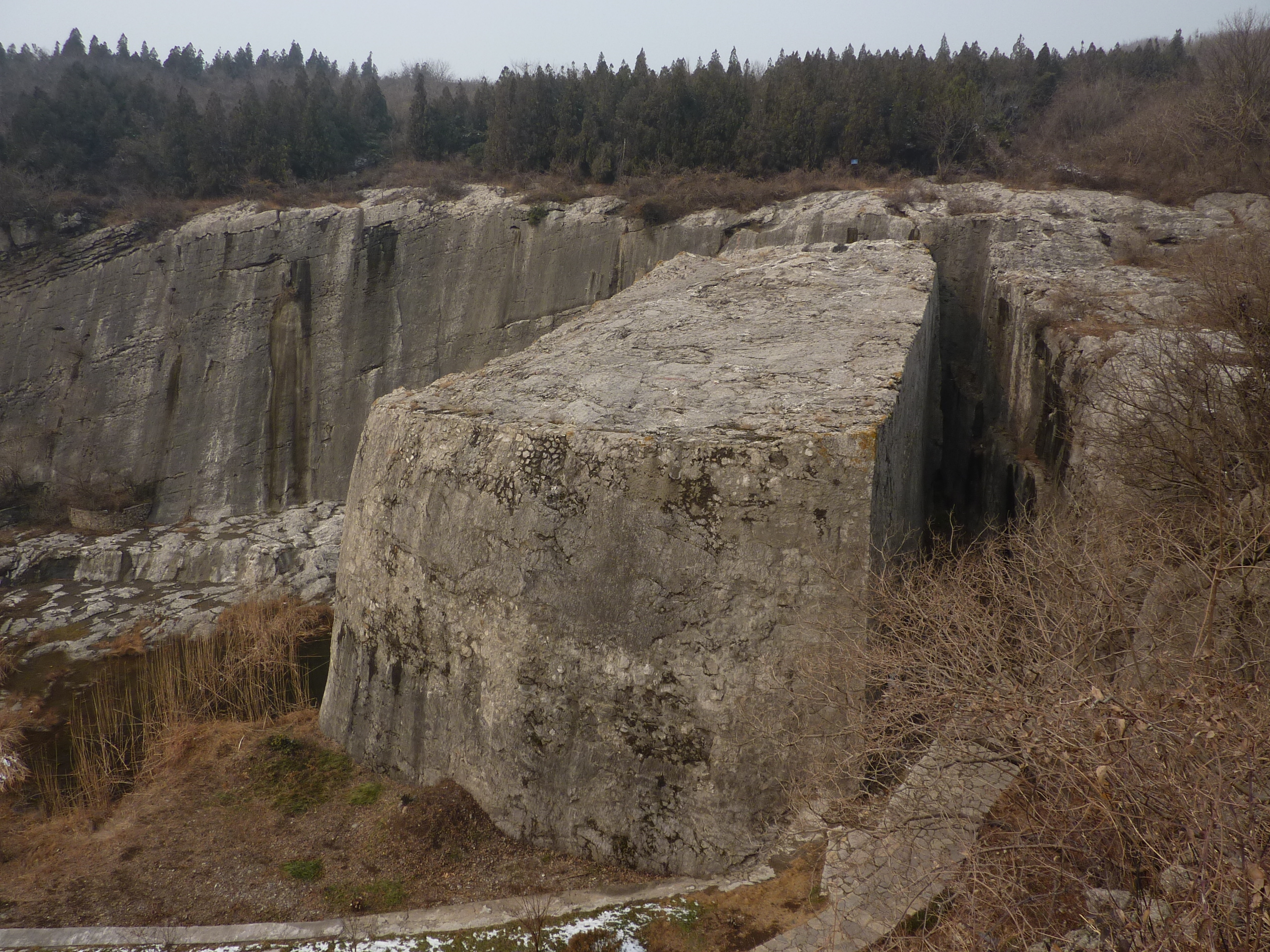
Основание стелы, частично отделённое от скалы.

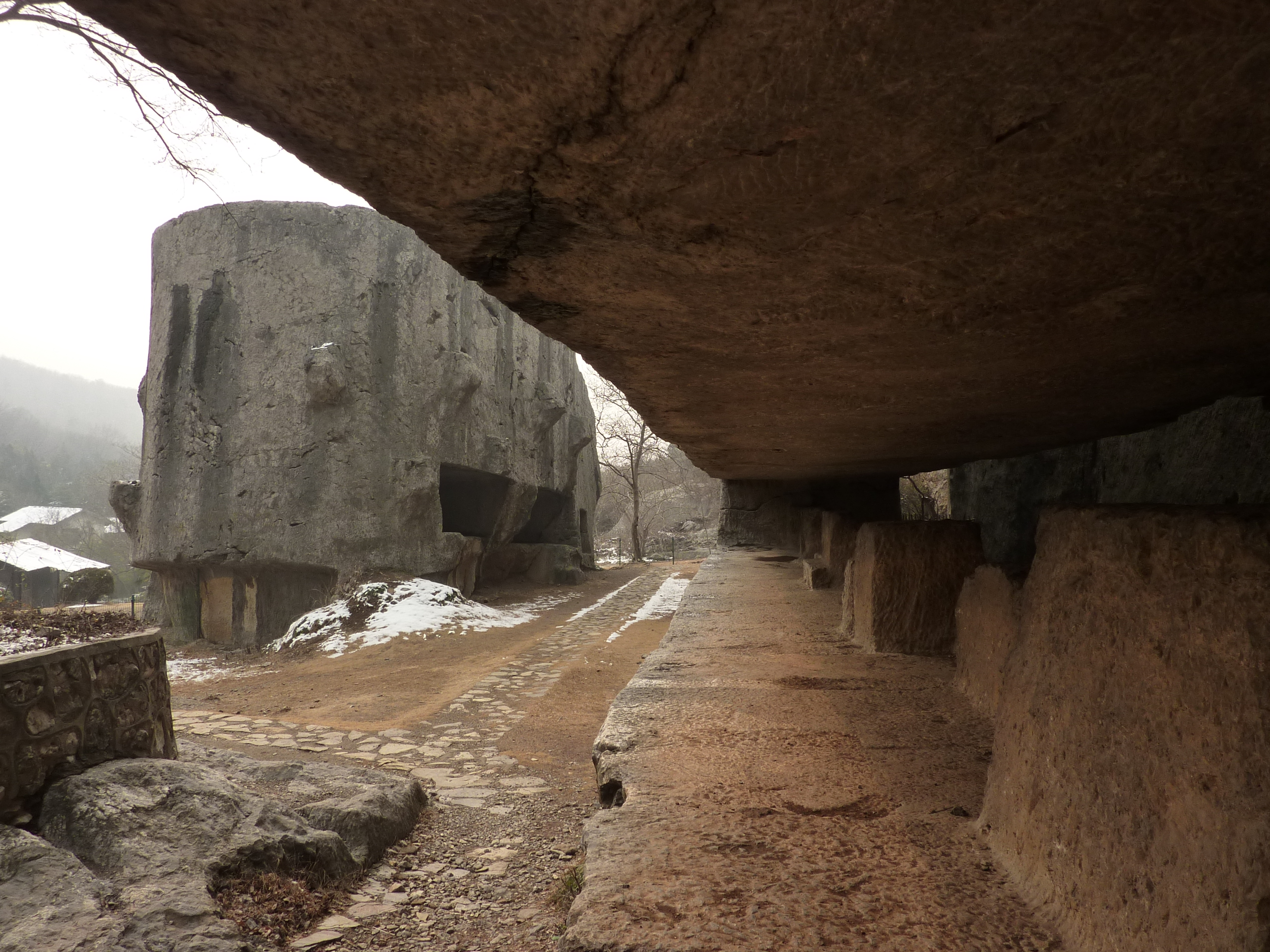
Под блоком «Тело стелы», значительная часть которого отделена от скалы.

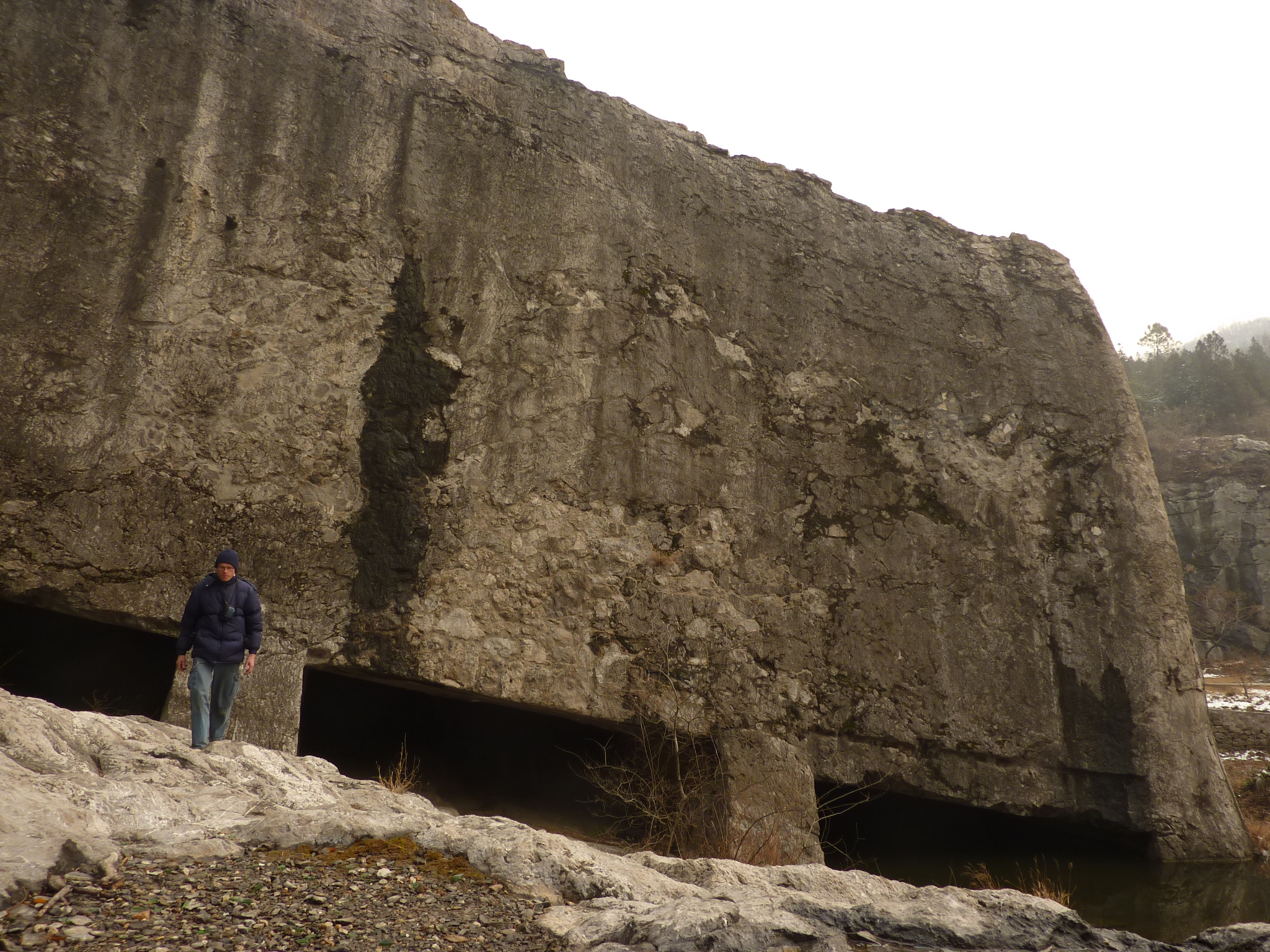
«Основание стелы» с человеком на фоне блока.

Яньшаньский карьер расположен на горе Яньшань (высота 140 м), также известной как гора Яньмэн Шань (雁门山), на северо-западе от города Тяньшань (汤山镇). Яньшань является одним из главных пиков хребта Коншань (孔山山脉). Место карьера расположено в 15-20 км к востоку от восточной части городской стены Нанкина и Мавзолея Сяолин. В административном отношении область находится в Цзяннинском районе города Нанкин, провинция Цзянсу.

## История
Яньшаньский карьер был разработан ещё во времена VI династии. В нём добывали известняк, который шёл на строительство зданий, стен и статуй в Нанкине и вокруг него. После того как Чжу Юаньчжан (император Хунъу) в 1368 году основал династию Мин, город Нанкин стал столицей его империи. Яньшаньский карьер стал основным источником камня для крупных строительных проектов, которые изменили облик Нанкина. В 1405 году сын Хунъу, император Юнлэ, приказал в карьере вырубить гигантскую стелу, чтобы поставить её у Мавзолея Сяолин для своего умершего отца. Согласно устоявшимся канонам возведения китайских мемориальных стел, были приготовлены три отдельные части: прямоугольное основание (пьедестал), тело стелы и головная часть стелы (корона, украшенная драконами). Согласно версии археологов, после того, как большая часть работы была проделана, архитекторы вдруг осознали, что им не по силам просто элементарно переместить гигантские блоки из Яньшаня до Мавзолея Сяолин, не говоря уже о том, чтобы установить их надлежащим образом. В результате проект был заброшен. На месте стелы была установлена маленькая дощечка (по-прежнему крупнейшая в округе Нанкина), известная как Шенгон Шенд («Божественные заслуги и Благочестивая добродетель»). Стела была установлена в 1413 году в «Квадратном павильоне» Мавзолея Сяолин.
Три незавершённых части стелы по-прежнему находятся в Яньшаньском карьере. Они частично отделены от скалы. Размеры и приблизительная масса этих фрагментов следующие:
Основание стелы (32°04′03″ с. ш. 119°00′00″ в. д.), 30,35 м длина, 13 м толщина, 16 м высота и масса 16250 тонн.
Тело стелы (32°04′07″ с. ш. 119°00′02″ в. д.), 49,4 м длина (такой должна быть высота этого фрагмента, если бы стела была установлена верно), 10,7 м ширина, 4,4 м толщина и масса 8799 тонн.
Головная часть стелы (32°04′06″ с. ш. 119°00′02″ в. д.), 20,3 м ширина, 8,4 м толщина, 10,7 м высота и масса 6118 тонн.
По мнению экспертов, если бы стела была закончена и её составные части собраны вместе, на основание водружено тело, а на тело корона, то высота стелы могла составлять 73 метра. Для сравнения, стела Шенгон Шенд, установленная в Мавзолее Сяолин, имеет высоту 8,78 м (6,7 м тело + корона, сверху на черепахоподобном пьедестале высотой 2,8 м). Стела Ван Рен Чу («10 000 опечаленных мужчин») в городе Цюйфу, построенная во времена династии Сун (начало XII века), имеет высоту 16,95 м, а ширина и толщина 3,75 м и 1,14 м соответственно.

## В культуре
Согласно легенде, рабочие, не выполнившие ежедневную норму (33 шен) по добыче камня, были казнены на месте. Памятник рабочим, погибшим на строительной площадке, умершим от болезней и чрезмерной работы, находится вблизи деревни Фэнту («Могильный холм»). Энн Пэлудан перевёл название этого места как «Голова долины смерти».
В последующие века заброшенный карьер посетили представители династий Мин, Цин и более поздние и оставили о нём летописные сообщения. Поэт Юань Мэй (1716—1797), посетивший карьер, свои впечатления выразил в произведении «Песня о Хонву — Великой каменной табличке», в которой есть следующие слова: «даже с десятью тысячами верблюдов не смогли сдвинуть его!» Стихотворение опубликовано в его коллекции «Сяо Цаншань Фэн Уэнджи».

## В наше время

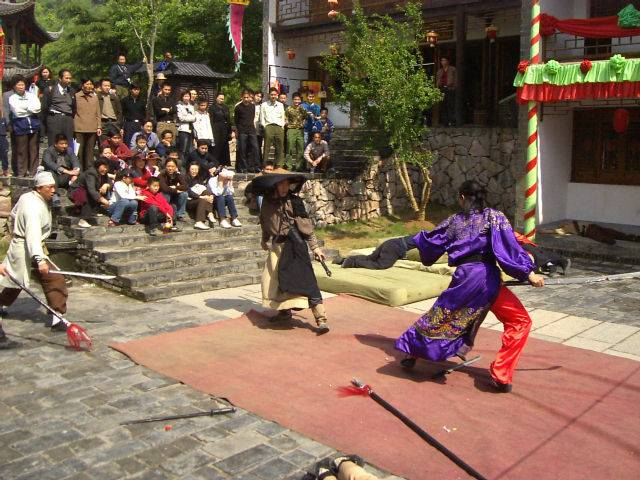
Представление в деревне Культуры Мин.

В провинции Цзянсу в 1956 году Яньшаньский карьер внесли в реестр охраняемых памятников культуры. Памятник содержится в качестве туристического объекта, однако по мнению журналистов, посетивших его в XXI веке, это место малоизвестно даже в самом Нанкине, по причине чего у него мало посетителей. Несмотря на то что памятник открыт для посещения круглый год, в зимнее время он находится в состоянии запустения.
У входа к памятнику был развёрнут небольшой тематический парк, который называется «Культура Мин» (Мин Уэнхуа Кун). По данным за 2011 год, там имеются аттракционы и проводятся всевозможные тематические развлечения.